# Лёгкий, Анатолий Захарович
Анатолий Захарович Лёгкий (26 июля 1935, Ленинград — 17 августа 2022, Волгоград) — токарь Волгоградского завода бурового оборудования «Баррикады» Министерства оборонной промышленности СССР. Герой Социалистического Труда (1974).

## Биография
Родился в 1935 году в рабочей семье в Ленинграде (ныне — Санкт-Петербург). В 1942 году во время блокады его семья погибла при авиационном налёте. Его вывезли вместе с другими блокадными детьми из осаждённого Ленинграда в Сталинград, где его усыновила семья Лёгких. Окончил семилетку, после которой обучался в местном ПТУ. После училища трудился токарем на заводе бурового оборудования «Баррикады». Проходил срочную службу в Советской армии.
Возвратившись из армии, продолжил работать токарем в механическом цехе на заводе «Баррикады». Достиг высокого профессионализма. Неоднократно занимал передовые места в заводском социалистическом соревновании. Освоив смежные рабочие специальности, значительно увеличил производительность труда. Выпускал продукцию высокого качества, за что получил почётное звание «Токарь высшего класса» и «Токарь-универсал».
В начале Восьмой пятилетки (1966—1970) принял социалистическое обязательство увеличить производительность труда на 3 %. Выполнил пятилетку за 2,5 года. За выдающиеся трудовые достижения в годы Восьмой пятилетки был награждён в 1971 году орденом Ленина.
В 1973 году досрочно выполнил личные социалистические обязательства и плановые производственные задания. Указом Президиума Верховного Совета СССР (с грифом «не подлежит опубликованию») от 16 января 1974 года «за выдающиеся успехи в выполнении и перевыполнении планов 1973 года и принятых социалистических обязательств» удостоен звания Героя Социалистического Труда с вручением ордена Ленина и золотой медали «Серп и Молот». Неоднократно избирался депутатом Волгоградского областного и Краснооктябрьского районного Советов народных депутатов.
Проработал на заводе 53 года.
После выхода на пенсию проживал в Краснооктябрьском районе Волгограда. Скончался 17 августа 2022 года.
Награды
- Герой Социалистического Труда
- Орден Ленина — дважды (26.04.1971; 1974)